# Виндберг
Виндберг (на немски: Windberg) е община в район Щраубинг-Боген в Долна Бавария, Германия с 1119 жители (към 31 декември 2017).
Манастирът Виндберг е основан през началото на 12 век от граф Алберт II фон Боген с помощта на епископ Ото I фон Бамберг.